# 阔勒买口岸
阔勒买口岸，塔方一侧称“库利马口岸”，中國一侧口岸称“卡拉苏口岸”、卡拉苏－阔勒买口岸，位於中國新疆塔什庫爾干和塔吉克斯坦戈爾諾－巴達赫尚自治州之間，海拔4,362公尺。是中塔兩國唯一的陸路通道，也是唯一的邊境口岸。屬於國家一類口岸，也對第三國公民開放。由於天氣因素，開放時間為每年5月1日至10月31日之間。
2021年塔吉克总统提议中国增加对塔吉克军队的军事援助，
同时为塔吉克军方兴建一处新的军事基地位于瓦罕走廊西北部塔吉克斯坦伊什卡西姆县(Ishkoshim District)的军事基地。作为交换，塔吉克将把邻近中国新疆的穆尔加布县(Murghob District)沙伊马克村(Shaymak)的军事基地完全转交给中国。
沙伊马克村军事基地距离塔吉克的库利马(Kulma)通关口岸有不到100公里，距离中国-塔吉克的排依克山口、纳兹塔什山口和中国-阿富汗的托克满苏山口不到50公里。

## 历史
在蘇聯時代屬於敏感地區。2004年5月25日開通，伊斯蘭開發銀行提供了重建公路所需的90萬美元的經費。

## 參閲
- 中国—塔吉克斯坦关系

## 外部連結
- . www.pamirs.org.   [2020-04-22]. （原始内容存档于2007-09-27）.